# Bloedbad op Columbine High School

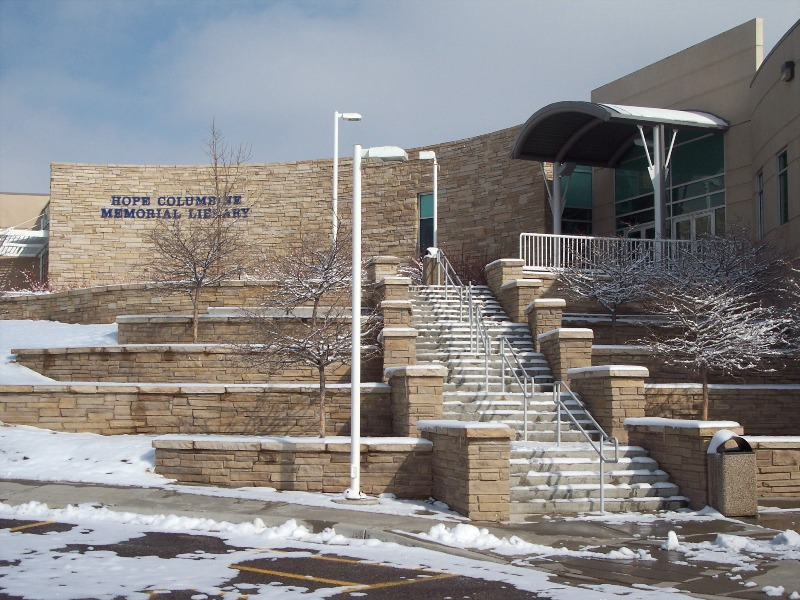
De nieuwe bibliotheek van Columbine High School, gebouwd op de plek van de oude bibliotheek, waar de meeste moorden plaatsvonden

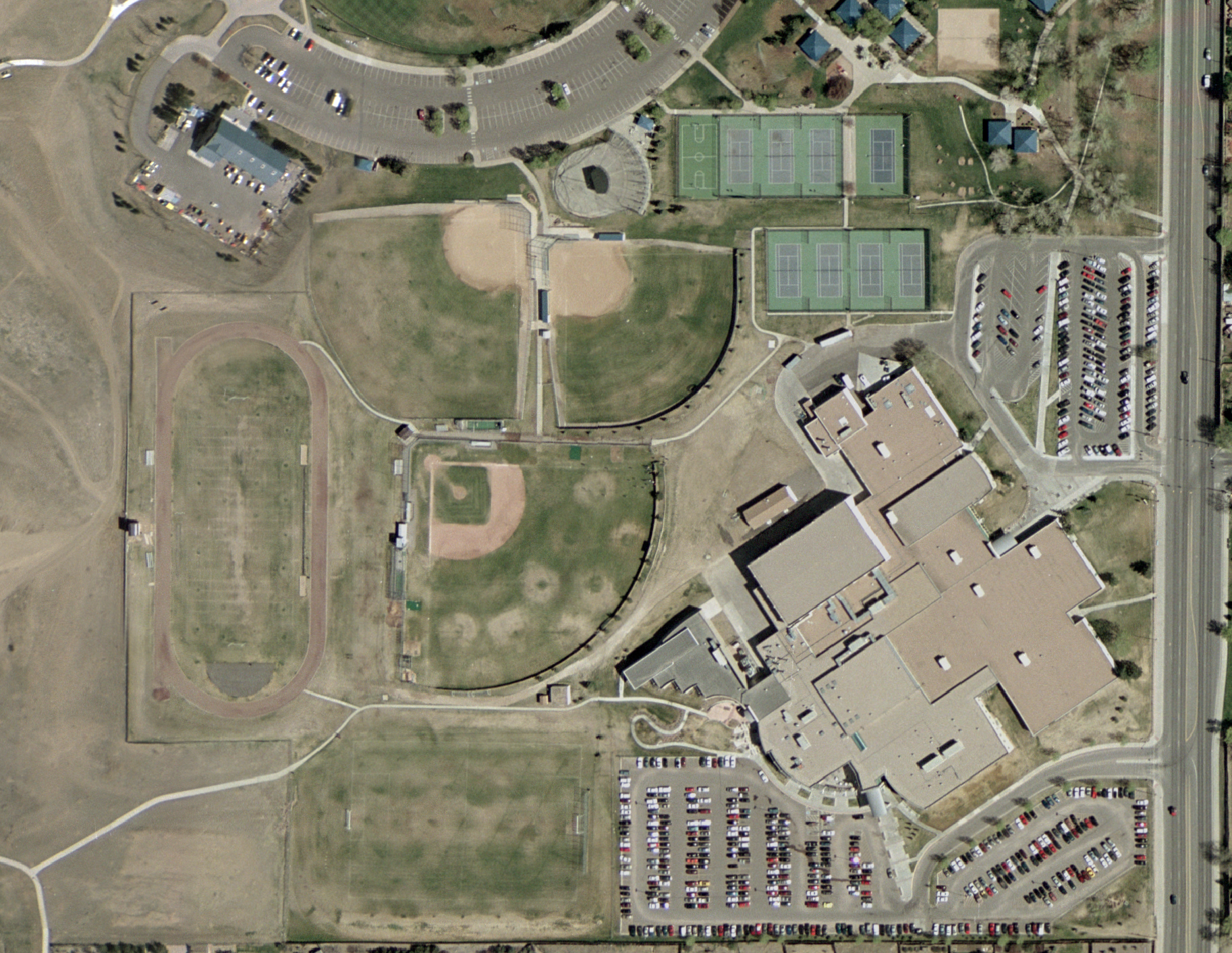
Luchtfoto van de Columbine High School

Het bloedbad op Columbine High School vond plaats op dinsdag 20 april 1999 op de Columbine High School in Columbine in de Amerikaanse staat Colorado. Op die dag schoten de leerlingen Eric Harris (18) en Dylan Klebold (17) dertien medeleerlingen en een leraar dood en pleegden vervolgens zelfmoord, zoals ze van tevoren hadden gepland. Het was tot de schietpartij op Stoneman Douglas High School in 2018 het dodelijkste geweldsincident op een middelbare school in de Amerikaanse geschiedenis.
De aanslag op de school had ook anders kunnen aflopen: zelfgemaakte tijdbommen die de daders in tassen in de kantine en in hun auto's hadden geplaatst gingen niet af. De handleiding uit een oud boek dat ze voor de fabricage hadden gebruikt was niet correct waardoor de explosieven niet functioneerden. Als reactie daarop gingen zij over tot de schietpartij.

## De daders
Eric David Harris (Wichita (Kansas), 9 april 1981) was de zoon van een piloot bij de US Air Force. Het gezin moest daardoor regelmatig verhuizen. Vanaf juli 1993 woonde het gezin in Littleton (Colorado), nadat Harris' vader met pensioen was gegaan. Dylan Klebold (Lakewood, 11 september 1981) speelde in hetzelfde honkbalteam als Harris. Hoewel hij actief deelnam aan andere activiteiten, was hij een relatief stil en verlegen kind. Klebolds buren hadden de indruk dat het een stabiele familie was. Wel viel het op dat Klebold vanaf 1996 onder sterke invloed stond van Harris.
Vlak na de schietpartij werd gerapporteerd dat zij buitenbeentjes waren; uit onderzoek bleek uiteindelijk echter dat deze aanname enigszins onjuist was. Zij werden wel met enige regelmaat gepest, een feit dat door onderzoekers als oorzaak van hun woede werd aangegeven, maar van buitenbeentjes was geen sprake. Vrienden van de twee zeggen dat Harris en Klebold het naar hun zin hadden het eerste jaar op Columbine. In zijn tweede jaar op Columbine voelde Harris zich echter verkeerd behandeld door een kleine groep jocks, de populaire sporters van de school, en leraren die de andere kant opkeken terwijl ze wisten dat de jocks zich met pesterijen bezighielden. Diverse oud-leerlingen waaronder Brooks Brown beweren in de Discovery-documentaire Zero Hour; massacre at Columbine High dat Harris en Klebold overduidelijk het minst populair waren. "Zij waren de minst coole kids onder de minder populaire". Uit dagboeknotities die werden ontdekt, blijkt dat Harris én Klebold zichzelf zagen als de laagste van de laagste.
Nadat zij bevriend waren geraakt speelden de jongens regelmatig spellen via internet, en koppelden zij hun computers in een netwerk. Volgens vrienden van Harris en Klebold speelden zij in de periode 1995 tot 1997 het spel soms non-stop tegen elkaar. Harris maakte diverse levels voor het computerspel Doom en op diverse websites werden deze levels aangeboden, tezamen met levels voor Quake. Ook gebruikten zij hun websites om hun haat tegen mensen uit hun buurt, en de wereld in het algemeen te publiceren. Rond deze tijd begon Harris zichzelf 'REB' te noemen, een afkorting voor rebel. Klebold noemde zichzelf 'VoDkA' of 'V', naar aanleiding voor zijn liefde voor de gelijknamige drank.
In 1997 solliciteerden Harris en Klebold bij Black Jack Pizza, waar ze meteen werden aangenomen. Dit deden ze op aanraden van hun vriend Chris Morris, die daar al werkzaam was. Chris Morris was lid van een klein groepje leerlingen op Columbine dat door de populaire leerlingen de Trenchcoat Mafia werd genoemd, dit omdat de groep laarzen en lange zwarte regenjassen droeg. De trenchcoat-maffia zette zich af tegen de normale schoolmentaliteit, en vormde een alliantie om zich zodoende te beschermen tegen pesterijen van de jocks. Achter de zaak stookten de collega's regelmatig brandjes op rustige avonden, en Harris en Klebold namen kleine zelfgemaakte bommen mee die daar tot ontploffing gebracht werden.
In 1995 leerde Harris via de Duitse lessen die hij volgde op school Tiffany Typher kennen en hij nam haar mee naar het homecomingfeest. Het bleek hun eerste en tevens laatste date te zijn. Toen Tiffany een tweede date weigerde, reageerde Harris door een zelfmoord in scène te zetten door op de grond te liggen met zijn lichaam overgoten met nepbloed. Later dat jaar schreef hij in haar jaarboek (evenals in dat van Nate Dykemans) Ich bin Gott (Ik ben God).
Enkele maanden eerder waren Harris en Klebold aangehouden, nadat zij hadden ingebroken in een bestelwagen in maart 1998 en gereedschap hadden gestolen. Zij maakten een goede indruk op de jeugdwerkers en beide jongens kwamen ervan af met een taakstraf omdat zij nog nooit eerder met de politie in aanraking waren gekomen. Op 3 februari 1999 voldeden zij deze straf, en beiden kregen uitstekende eindbeoordelingen waarin hun een succesvolle toekomst werd voorspeld. Harris werd verplicht therapie te volgen voor zijn woede, en maakte ook daar een goede indruk. Uit hun schoolwerk echter bleek regelmatig dat Harris en Klebold vol woede en frustratie zaten. Zo maakten zij een filmproject waarin zij "Hitmen for Hire" speelden, en met namaakwapens hun medeleerlingen volgden.
In maart 1998 werd de website van Harris door justitie onderzocht nadat de ouders van hun vriend Brooks Brown aangifte hadden gedaan dat er bedreigingen tegen hun zoon op die website stonden. De vriendschap tussen Harris en Brown was verslechterd nadat Harris met een sneeuwbal de zijspiegel van Browns auto kapot had gegooid. Er werd proces-verbaal opgemaakt, maar dit leidde niet tot een aanhouding. Op de site stonden naast de bedreigingen naar Brown ook verhalen en een fantasie over het vernietigen van Littleton. Ook uitte Harris zijn haat naar de school en de jocks.
Enkele dagen na de aanklacht van de Browns tegen Harris, en door zijn haat tegen de politie, die Harris had opgebouwd na opgepakt te zijn wegens de inbraak in het busje, begon Harris een dagboek bij te houden, waarin hij zijn plannen beschrijft om een jaar later Columbine High School aan te vallen. Hij schreef onder meer dat hij mensen haatte omdat ze hem zo vaak hadden buitengesloten bij leuke dingen en dat niemand anders dan hijzelf de schuld droeg voor wat hij van plan was. In 1999 schreef hij voor het laatst in zijn dagboek. In zijn eigen jaarboek schreef hij boven bijna alle foto's van andere leerlingen, woorden als: 'waardeloos', 'stelt niks voor' en 'sterf!'. Bij andere leerlingen die hij niet mocht kraste hij een kruis door de foto.

## De videoboodschappen
In 1999, een paar weken voor zij een bloedbad aanrichtten op hun school, maakten Harris en Klebold diverse video-opnamen waarmee zij de wereld achteraf duidelijk wilden maken waarom ze tot hun daad kwamen: de zogenoemde 'Basement Tapes' (keldertapes). De video's zijn, zoals de naam aangeeft, vooral opgenomen in de kelder van Harris' huis, terwijl zijn ouders boven lagen te slapen. De kelder was tevens Harris' slaapkamer. Ze noemen elkaar bij hun bijnamen: 'REB' en VoDKa'. Ze hebben het in de video onder meer over dat ze boven normale mensen staan, en dat ze een goddelijke status hebben. Ze bediscussiëren welke leerlingen ze willen vermoorden, en welke overlevenden ze zullen stalken als geest, mocht dat eventueel mogelijk zijn. Ze spreken de hoop uit om zeker 250 doden op hun naam te krijgen. Op de eerste tape, gemaakt in maart, laten ze hun wapens zien. Harris zegt dat het zijn wapens zijn en noemt zijn shotgun liefkozend Arlene. Deze naam staat ook ingekrast op de loop van het geweer, te zien op de video.
Op 6 maart 1999 gingen Harris en Klebold naar Rampart Range, een bosrijk gebied in de buurt van Littleton. Harris en Klebold zijn op de video te zien met twee shotguns met afgezaagde lopen, een automatisch geweer, en een Tec-9. Klebold had deze Tec-9 even daarvoor gekocht van Mark Manes. Hij was met hem in contact gebracht door een collega bij Black Jack Pizza, Philip Duran. De twee werden op Rampart range vergezeld door Mark Manes en zijn vriendin Jessica Miklich. Alle vier personen schoten met de wapens op bowlingkegels en bomen. Na een tijdje geschoten te hebben met zijn shotgun, klaagde Klebold dat de terugslag van het geweer zijn hand verwond had en liet de camera zijn bloedende hand zien.
Op een video gemaakt op 15 maart 1999 spreken de twee de hoop uit dat de video's die zij maken ooit de hele wereld rondgaan nadat hun 'meesterwerk' volbracht is. Harris verklaart in verband met eerdere schietpartijen op scholen, dat niemand moet denken dat zij iemand nadoen. Hij zegt dat zij het idee al hadden voordat de eerste schietpartij ooit plaatsvond, en dat hun plan beter is dan dat van hun voorgangers die alleen maar bezig waren om door anderen geaccepteerd te worden. Harris zegt in de video dat hij er vroeger moeite mee had om steeds te verhuizen in verband met zijn vaders werk, hij zegt dat hij altijd onder aan de ladder moest beginnen en dat andere kinderen grappen maakten over zijn gezicht, haar en shirts. Klebold zegt dat hij er altijd moeite mee had dat zijn broer zo sportief en populair was en dat hij en zijn vrienden hem vaak omlaag haalden. Hij zegt dat zijn familie, uitgezonderd zijn ouders, hem behandelde als het vijfde wiel aan de wagen. Ze discussiëren ook over welke regisseur hun levenswerk zou moeten verfilmen. Tot slot laten ze enkele bommen zien die ze van plan zijn te gebruiken bij hun aanval.
Harris is twee keer alleen te zien op de video's. Een keer zit hij alleen in zijn auto. Hij zegt dat hij zijn collega's van Black Jack Pizza zal missen, en vooral Jason en Chris Morris. Hij voegt daaraan toe dat het een raar gevoel is om te weten dat je dood zal zijn binnen twee en een halve week. Hij zegt nog niet zeker te weten of hij naar het senior eindexamenfeest gaat, en spreekt de wens uit om oude vrienden in Michigan te bezoeken. Vervolgens wordt hij stil en lijkt te gaan huilen, hij veegt een traan van zijn linkerwang en doet dan de camera uit. De tweede keer zit hij alleen in zijn kamer, richt zich tot zijn ouders en zegt dat zij niets hadden kunnen doen om hem te stoppen en dat hij en 'VoDKa' de enige schuldigen zijn. Op een bepaald moment biedt hij zelfs zijn excuses aan, vooral aan de mensen die hij van plan is te vermoorden.
De laatste tape is gemaakt op 20 april 1999, 30 minuten voor de fatale aanval op hun school. Klebold richt zich tot zijn moeder en biedt zijn excuses aan voor alle problemen die zijn ouders zullen hebben na zijn daad. Harris doet hetzelfde, en richt zich dan tot Chris Morris en Nate Dykeman. Hij zegt hun dat als zij dit overleven, zij alles mogen hebben dat in zijn slaapkamer en computerkamer staat. Klebold voegt daaraan toe dat ze zijn spullen ook mogen hebben. Harris biedt nog een keer zijn excuses aan, en beiden zeggen vaarwel, waarna het beeld zwart wordt.

## De moorden
Op 20 april 1999 om 5 uur 's ochtends stonden Harris en Klebold op. Ze plaatsten een kleine bom ongeveer 5 kilometer ten zuiden van hun school. Deze was ingesteld om af te gaan om 11.14 uur en bedoeld als afleiding om brandweer en politie weg te lokken. De bom ontplofte slechts gedeeltelijk en veroorzaakte een klein vuurtje, dat snel kon worden geblust.
Om 11.10 uur in de morgen arriveerden Harris en Klebold afzonderlijk bij Columbine High School. Ze parkeerden hun auto's zo, dat ze beiden een van de hoofduitgangen van de school konden zien en zicht hadden op de kantine. Vlak voor de lunchpauze gingen ze de kantine binnen en plaatsten er twee tassen met propaanbommen, die waren ingesteld om 11.17 uur af te gaan. Het plan van de twee was geweest om buiten te wachten tot de bommen zouden afgaan en vervolgens diegenen die probeerden weg te komen neer te schieten. De propaanbommen waren sterk genoeg om de kantine op te blazen en de bovengelegen bibliotheek in te laten storten. Harris en Klebold keerden terug naar hun auto's, maar de bommen gingen niet af.
De twee bewapenden zich hierop met twee jachtgeweren, een karabijn en een halfautomatisch pistool. Ze liepen vervolgens de trap op naar de westelijke ingang van de school, het hoogste punt van de campus.
Om 11.19 uur riep Harris volgens een getuige "Go! Go!", waarop Klebold en Harris hun geweren richtten op Rachel Scott en Richard Castaldo, die vlak naast de ingang op het gras zaten. Scott werd vier keer geraakt en overleed onmiddellijk. Castaldo werd acht keer geraakt en raakte vanaf zijn middel verlamd. Harris trok hierna zijn trenchcoat uit en schoot vervolgens met zijn karabijn op drie jongens (Daniel Rohrbough, Sean Graves en Lance Kirklin) die de trap opliepen, richting de schutters. Rohrbrough overleed en de andere raakte gewond.
De schutters richtten hun wapens daarna op vijf leerlingen op het grasveld ten zuiden van de school. Michael Johnson en Mark Taylor werden geraakt, de andere drie wisten te ontkomen. De twee schutters liepen vervolgens de trap af richting de kantine, waar Klebold de al eerder geraakte Daniel Rohrbough door het bovenlichaam en Lance Kirklin in het gezicht schoot. Vervolgens stapte Klebold over de tijdelijk verlamde Graves heen de kantine in. Terwijl Klebold in de kantine was, schoot Harris vanaf de trap op een aantal leerlingen die bij de ingang van de kantine zaten. Terwijl ze probeerden te vluchten, werd Anne-Marie Hochhalter geraakt en raakte deels verlamd. Klebold kwam vrij snel weer naar buiten en voegde zich op de trap opnieuw bij Harris. Vanaf de trap schoten ze op leerlingen bij het voetbalveld, maar raakten niemand. Daarna liepen ze richting ingang. Onderweg gooiden ze een aantal pijpbommen, waarvan er echter maar weinig ontploften.
Ondertussen liepen lerares Patti Nielson en leerling Brian Anderson richting de deuren waar de schutters zich bevonden. Terwijl ze de binnenste dubbele deuren open duwden, schoten Harris en Klebold de ramen uit hun sponningen, waarbij zowel Anderson als Nielson gewond raakte. Brian Anderson bleef tussen de deuren liggen en Nielson rende terug richting de bibliotheek, onderwijl leerlingen waarschuwend zich onder bureaus te verstoppen.
Op de beelden die in de kantine gemaakt zijn door bewakingscamera's, is te zien dat er om 11.22 uur, drie minuten na de eerste paar schoten, paniek ontstond bij de leerlingen, die zich vervolgens om 11.23 uur, na het horen van meerdere schoten, onder tafels verscholen. Om 11.24 uur werd de kantine na een waarschuwing van leraar Dave Sanders bijna helemaal verlaten door leerlingen die in blinde paniek wegvluchtten. Sanders en enkele leerlingen bleven achter om andere personen in de school te waarschuwen.
Om 11.22 uur werd politieagent Neil Gardner opgeroepen met het verzoek om assistentie op de parkeerplaats. Om 11.23 uur kwam het bericht over een gewonde vrouw binnen. Toen Gardner om 11.24 uur met zwaailicht en sirene arriveerde, kwam ook het bericht dat er een schutter in de school was. Harris verwelkomde Gardner met geweerschoten vanaf een kleine 55 meter afstand. Gardner schoot terug met zijn dienstpistool. Hij had zijn bril niet op en wist Harris niet te raken. Zelf werd hij evenmin geraakt, maar hij slaagde er wel in Harris en Klebold lang genoeg af te leiden om Anderson in staat te stellen de bibliotheek in te vluchten en zichzelf in een lerarenkamer te verschuilen.
Harris vluchtte naar binnen. Samen met Klebold doorkruiste hij enkele malen de noordelijke hal. Ze gooiden pijpbommen en schoten op iedereen die ze tegenkwamen, maar raakten alleen Stephanie Munson in haar enkel. Bij de oostelijke ingang werden de ramen kapotgeschoten. De schutters keerden terug naar de westzijde van de school en liepen de gang richting de bibliotheek en de zuidelijke hal in. Ondertussen vroeg Gardner om versterking.
Politieagent Paul Smoker stond net een verkeersboete uit te schrijven toen om 11.23 uur het bericht over een gewonde vrouw binnenkwam. Terwijl hij op zijn motor onderweg was om hulp te bieden, kwam hij collega Scott Taborsky tegen, die eveneens op weg naar de school was, en stapte bij hem in de auto. Samen begonnen ze met het evacueren van gewonde leerlingen, toen Harris om 11.26 uur opnieuw op Gardner begon te schieten. Ook Smoker wist Harris niet te raken en Harris trok zich weer terug in het gebouw.
Sanders had enkele leerlingen geholpen om uit de kantine via de trap naar de eerste verdieping van de school te vluchten. Deze trap bevond zich op de hoek van de gang naar de bibliotheek en de zuidelijke hal. Toen Sanders en een leerling richting de trap renden, zagen ze Harris en Klebold in de gang lopen. Ze draaiden zich om en vluchtten weg, maar Harris en Klebold begonnen opnieuw te schieten. Sanders werd tweemaal geraakt, de leerling vluchtte een scheikundelokaal in en raadde iedereen aan zich te verstoppen. Harris en Klebold draaiden zich weer om richting de noordelijke hal. Sanders wist zwaargewond het scheikundelokaal te bereiken waar leerlingen probeerden eerste hulp te verlenen. Ook werd er een bord voor het raam geplaatst waar zijn toestand aangegeven werd.
Nielson had inmiddels de bibliotheek bereikt. Ze had om 11.25 uur het alarmnummer gebeld en zich vervolgens met de telefoon onder een bureau verscholen. Vier minuten later arriveerden Klebold en Harris in de bibliotheek, waar zich in totaal tweeënvijftig leerlingen, twee leraressen en twee bibliotheekmedewerksters verschanst hadden. Het gesprek tussen Nielson en de alarmcentrale, waarbij onder meer Harris en Klebold en meerdere schoten te horen zijn, werd opgenomen. De schutters schreeuwden "opstaan!". De mensen die in de aangrenzende vertrekken zaten, hoorden verder dat er gezegd werd dat alle jocks (mannelijke sporters) op moesten staan en "We'll find them!" (We zullen ze krijgen!). Toen niemand reageerde zei Harris "Fine, I'll start shooting anyway" (Prima! ik begin evengoed te schieten). Hij schoot vervolgens twee keer op een bureau, niet wetende dat Evan Todd daaronder verstopt zat. Todd werd geraakt door houtsplinters maar raakte niet ernstig gewond. Vervolgens liep het duo naar de computers aan de andere kant van de bibliotheek. Daar schoot Klebold Kyle Velasquez dood. Vervolgens herlaadden Klebold en Harris hun wapens. Daarna liepen ze naar het raam, waar ze zagen dat de politie leerlingen aan het evacueren was. Klebold en Harris openden het vuur, maar de politie schoot terug. Klebold verwijderde zich van het raam en schoot op een nabije tafel, waarbij Patrick Ireland, Daniel Steepleton en Makai Hall gewond raakten. Ook hij trok nu zijn trenchcoat uit. Ondertussen vuurde Harris ongezien een kogel af onder het eerste bureau en doodde daarmee Steven Curnow. Een tweede blind afgevuurde kogel verwondde Kasey Ruegsegger. Toen zij van pijn kreunde, beet Harris haar toe dat ze niet moest zeuren. Vervolgens liep hij naar een tafel, sloeg twee keer hard op het tafelblad, knielde, zei kiekeboe en schoot Cassie Bernall door het hoofd. Bernall stierf ter plekke en Harris, die zijn geweer met slechts één hand vasthield, werd verrast door de terugslag en brak zijn neus.
Naast de volgende tafel zat Bree Pasquale. Toen Harris aan haar vroeg of ze wilde sterven, smeekte Pasquale om haar leven. Volgens getuigen maakte Harris op dat moment een afwezige indruk (mogelijk door zijn hevig bloedende neus).
De aan zijn voet gewonde Patrick Ireland probeerde eerste hulp te verlenen aan Makai Hall, zijn vriend die in de knie was geschoten, maar terwijl hij daarmee bezig was, stak zijn hoofd enkele centimeters boven de tafel uit. Klebold zag dit en schoot nog twee keer op hem: eenmaal in het hoofd en eenmaal in de voet. Ireland raakte bewusteloos, maar overleefde.
Klebold liep naar een andere rij tafels, waar Isaiah Shoels, Matthew Kechter en Craig Scott (drie populaire sporters) samen onder één tafel zaten. Hij riep Harris (hierdoor bleef Pasquale ongedeerd) om te laten zien dat hij een "neger" had gevonden. Gezamenlijk maakten ze enkele racistische opmerkingen richting de Afro-Amerikaanse Shoels. Ook probeerde Klebold hem aan zijn voet onder de tafel vandaan te trekken, maar de jongen bood hevig verzet en uiteindelijk knielde Harris en schoot Shoels door het hart. Shoels overleed ter plekke. Klebold knielde eveneens en schoot Kechter dood. Vervolgens riep Harris "Wie is de volgende?". Scott, liggend in het bloed van zijn vrienden, overleefde door te doen alsof hij dood was.
Harris draaide zich om en gooide een CO2-bom naar de tafel waar Hall, Steepleton en Ireland lagen. De bom landde op het dijbeen van Steepleton. Hall gooide de bom snel verder en hij ontplofte midden in de lucht waar hij niemand verwondde.
Harris liep nu richting de boekenkasten aan de westzijde van de bibliotheek, waar geen van de anderen in de ruimte hem kon zien. Hij klom op een boekenkast en schoot ergens op, maar het is niet bekend waarop hij mikte. Klebold was richting de oostzijde van de bibliotheek gelopen. Terwijl Harris richting Klebold liep, schoot de laatste eerst een vitrine kapot en vuurde vervolgens op een van de leestafels, waarbij Mark Kingten gewond raakte. Onder de volgende tafel verwondde hij Lisa Kreutz, Lauren Townsend en Valeen Schnurr met meerdere schoten. Vervolgens schoot hij met zijn pistool Townsend, die onder dezelfde tafel zat, dood.
Harris kwam ook in dit gedeelte. Hij keek onder een van de tafels waaronder twee meisjes verscholen zaten. Hij noemde hen "pathetic" (meelijwekkend), maar deed hen niets. Toen Harris en Klebold aan het herladen waren, vroeg een van hen aan Valleen Schnurr, die naast de tafel op de grond zat, of ze in God geloofde. Valleen twijfelde over haar antwoord maar gaf uiteindelijk toe dat ze in God geloofde. Ook vroegen ze waarom, waarop Schnurr antwoordde dat haar ouders haar zo hadden opgevoed, waarna ze weer onder de tafel kroop. Vervolgens schoot hij onder een andere tafel, die Nicole Nowlen en John Tomlin verschool. Beiden raakten gewond (Nicole werd door negen kogels geraakt, waarvan vier niet verwijderd konden worden). Toen Tomlin aan de andere kant onder de tafel vandaan probeerde te kruipen, gaf Klebold hem een schop. Harris bespotte Tomlin en vervolgens doodde Klebold Tomlin met enkele schoten in zijn hoofd en zijn nek.
Harris liep terug naar de tafel waar Townsend lag. Naast de tafel zat Kelly Fleming, die hij in de rug schoot en ter plekke doodde. Vervolgens schoot hij opnieuw de tafel, waarbij Kreutz geraakt werd en verlamd raakte en Townsend ook opnieuw geraakt werd. Uit de lijkschouwing bleek later dat Townsend op dat moment al dood was. Ook Jeanna Park werd geraakt.
Terwijl ze doorgingen met het herladen van hun wapens zag Harris een leerling die zich zat te verschuilen. Hij vroeg hem om zijn naam en het bleek John Savage, een bekende van Klebold te zijn. Toen Savage aan Klebold vroeg wat hij aan het doen was, antwoordde Klebold "Oh, just killing people" (O, gewoon mensen aan het vermoorden). Toen Savage daarop vroeg of ze hem ook gingen vermoorden, twijfelde Klebold even alvorens Savage op te dragen de bibliotheek te verlaten, wat Savage daarop ook deed.
Nadat Savage de bibliotheek had verlaten, vuurde Harris met zijn karabijn een schot af op de tafel pal ten noorden van hem. De kogel schampte het oor van Daniel Mauser. Mauser verzette zich door een stoel naar hem te gooien of zijn been te pakken. Harris schoot Mauser vervolgens van dichtbij in het gezicht, waarbij deze omkwam. Ze vuurden nog enkele lukrake schoten onder een andere tafel af, waarmee ze Jennifer Doyle en Austin Eubanks verwondden en Corey DePooter doodden. DePooter, die stierf om 11.35 uur, was de laatste die door de schutters geraakt werd.
Enkele getuigen hoorden Harris en Klebold klagen dat 'de lol er nu wel af was'. Klebold zou geopperd hebben met messen verder te gaan. Harris gooide nog een molotovcocktail naar het zuidwestelijke uiteinde van de bibliotheek, maar die explodeerde niet. Klebold en Harris kregen de gewonde Todd in het oog en bediscussieerden openlijk of ze hem zouden vermoorden. Ze besloten van niet en liepen weg. Harris' neus bloedde nog steeds hevig. Klebold vuurde nog een kogel af in de richting van de personeelskamer, waar een televisie geraakt werd. Hij sloeg ook met een stoel een computer stuk, die op het bureau stond waaronder Nielson zat, voordat beide moordenaars de bibliotheek om 11.36 uur verlieten. Vrijwel onmiddellijk daarna verlieten de vierendertig ongedeerde mensen en negen gewonden de ruimte via de noordelijke uitgang. Ireland, die bewusteloos was, en Kreutz, die verlamd was, bleven achter. Nielson voegde zich bij Anderson en de drie bibliotheekmedewerkers op in de personeelskamer waar Klebold zojuist nog een kogel in geschoten had. Daar sloten ze zich op tot ze om 15.30 uur bevrijd werden.
Harris en Klebold liepen ondertussen op de gang, waar ze een brandbom in een opslagruimte gooiden. Toen ze voorbij waren gelopen, bluste een leraar uit het lokaal ertegenover de brand. De schutters vuurden nog een aantal kogels af op het lege lokaal SCI-8 aan het einde van de gang. Vervolgens gingen ze de trap af en de kantine binnen, waar ze voor het eerst te zien zijn op de beveiligingscamera's. Harris probeerde nog een van de propaanbommen te laten exploderen. Ze gooiden ook nog een molotovcocktail, die echter niet direct ontplofte. Terwijl ze om 11.45 uur de kantine verlieten, ging de molotovcocktail alsnog af waardoor ook de propaanbom deels ontvlamde. Het vuur werd geblust door de sprinklerinstallatie. De twee liepen nu doelloos rond tussen de twee hallen aan de uiteinden van de school, lukraak in het rond schietend. Ze keken geregeld door de raampjes naast de deuren de klaslokalen in en maakten oogcontact met de leerlingen binnen, maar probeerden geen enkele keer een deur te forceren. Tegen 11.55 uur keerden ze weer terug naar de kantine en keuken, voordat ze rond 11.58 uur de zuidelijke hal binnengingen.
Om 12.02 uur kwamen de schutters de bibliotheek weer binnen, die nu leeg was afgezien van de bewusteloze Ireland en van Kreutz, die zich dood hield. Door de ramen schoten Klebold en Harris op de politie, maar ze raakten niemand. Rond 12.08 uur hoorde Nielson de schutters gezamenlijk aftellen: "één, twee, drie!", gevolgd door schoten. Klebold en Harris hadden zelfmoord gepleegd: Harris had zich met zijn jachtgeweer in de mond geschoten en was opslag dood; Klebold had zichzelf met zijn pistool in de linkerslaap geschoten.
Ireland kwam om 14.38 uur bij bewustzijn en werd door een SWAT-team via het raam geëvacueerd. Door deze reddingsactie staat Ireland bekend als "De Jongen in het Raam", of "The Boy in the Window". Kreutz bleef onder de tafel liggen tot ze om 15.22 uur samen met Nielson en de andere personeelsleden werd ontdekt. Voor coach Dave Sanders kwam de evacuatie te laat. Hij overleed door bloedverlies rond 15.00 uur. De politie werd aangeklaagd omdat het ambulancepersoneel niet in het gebouw toegelaten werd, ook toen al duidelijk was dat Klebold en Harris dood waren. Uiteindelijk werd de zaak buiten de rechtszaal voor 1,5 miljoen dollar afgekocht.

## Ontruiming van de school
Vanaf 12.00 uur 's middags was een SWAT-team rond de school gestationeerd. Ouders van de leerlingen verzamelden zich in de nabij gelegen lagere school van Leawood. Om 12.20 uur vroeg de politie nog om extra ammunitie in geval van een vuurgevecht, maar de schutters waren om 12 uur al gestopt met schieten. Vanaf half één werd de school systematisch doorzocht, waarbij verschillende explosieven werden gevonden. De eerste leerlingen die zich hadden verborgen werden om 14.30 uur geëvacueerd. De lijken in de bibliotheek werden een uur later, om 15.25 uur, gevonden. Lisa Kreutz werd naar een ambulance gedragen. Om 16.00 uur die middag schatte de sheriff dat er vijfentwintig mensen waren omgekomen. Toen de politie om kwart over zes een bom in een van de auto's op de parkeerplaats ontdekte, werd de hele school systematisch afgesloten. Alle doden bevonden zich toen nog in het gebouw. Een van de explosieven ontplofte die avond toen men probeerde de bom onschadelijk te maken.
Er was veel kritiek op de tijd die de politie nodig had om de school te evacueren. De politie heeft dit verdedigd door aan te geven dat niet duidelijk was of alle daders echt dood waren en dat de school lokaal voor lokaal uitgekamd moest worden op zoek naar wapens, bommen en schutters.

## Slachtoffers
Dertien studenten lieten door de hand van Harris en Klebold het leven, waarvan tien in de bibliotheek. Eén slachtoffer, Anne Marie Hochhalter, overleed op 16 februari 2025 aan haar verwondingen. De jongste, Steven Curnow, was 14 jaar en de oudste, Isaiah Shoels, was 18.
De enige omgekomen docent was Dave Sanders van 47 jaar oud. Verder raakten in totaal 23 mensen gewond. De jongste van hen was 15 jaar, de oudste was een 45-jarige medewerker van de school.

## Mogelijke motieven van de daders
De motieven van de daders zijn nooit duidelijk achterhaald, omdat zij zelfmoord pleegden en er dus nooit een rechtszaak tegen hen is geweest waarin zij hun daden hadden kunnen toelichten in verklaringen. Mogelijke verklaringen volgen uit gevonden dagboeken en websites van de daders, hun 'Basement Tapes', en verhalen van medeleerlingen.
Psychiaters hebben verklaard dat Harris psychopathisch was en Klebold depressief. Hoewel veel soortgelijke schietpartijen op scholen werden begaan door jongens die eenzaam waren, werden buitengesloten of werden gepest, is het niet duidelijk of dat ook hier het geval was. Uit de dagboeken van de twee blijkt dat ze een bovenmatige interesse hadden in wapens, bommen en legerkleding. Ze werden geïnspireerd door het nazi-regime en de bomaanslag in Oklahoma City. Harris hield van gewelddadige games als Wolfenstein en Doom. Hij publiceerde door hemzelf ontworpen levels voor Doom op zijn website. De Amerikaanse media en veel ouders gaven daarom de schuld voor de moordaanslagen aan dit soort gewelddadige games. Beschuldigingen voor het incident werden ook geuit tegen rockbands met gewelddadige songteksten, zoals Marilyn Manson. Later bleek dat Harris en Klebold geen fan waren van Marilyn Manson, maar wel van Rammstein en KMFDM. De daders waren ook fan van gewelddadige films als Natural Born Killers.

## Media
Naar aanleiding van deze gebeurtenissen zijn meerdere films gemaakt, boeken verschenen en is de moordpartij gebruikt als inspiratie voor andere media.

### Films
- Duck! The Carbine High Massacre, 1999
- Bowling for Columbine, Michael Moore, 2002
- Elephant, Gus Van Sant, 2003
- Dawn Anna, Less R. Howard, 2005
- April Showers, Andrew Robinson, 2009
- 13 Families: Life after Columbine, 2013
- We Are Columbine, 2018

### Boeken
- She Said Yes: The Unlikely Martyrdom of Cassie_Bernall, 1999 (in het Nederlands verschenen als Cassie zei ja), geschreven door de moeder van een slachtoffer.
- Doorgeschoten, jeugdboek geschreven door Mirjam Mous. De namen van de slachtoffers Cassie en Kelly komen terug als personages in het boek.
- Wij zijn maar wij zijn niet geschift, 2012, non-fictieboek waarin Tim Krabbé de zaak onderzoekt.

Ook is er een nummer over gemaakt door de Finse band Nightwish, genaamd The Kinslayer. Het nummer bevat onder andere een dialoog tussen de moordenaars en hun slachtoffers. Ook de band Flyleaf heeft een nummer gemaakt over deze gebeurtenis. Het nummer heet Cassie, en ook de naam van slachtoffer Rachel Scott komt hierin voor. Dit lied is gebaseerd op de misvatting dat Harris Cassie gevraagd zou hebben naar haar geloof in God.
In 2005 kwam het computerspel Super Columbine Massacre RPG! uit waarin de speler als de twee daders speelt.

## Meerdere daders
Een mass casualty attack als deze wordt meestal door een eenling uitgevoerd. Een andere met twee daders was de schietpartij in San Bernardino op 2 december 2015.